# Âanen
Âanen est un personnage important de la XVIIIe dynastie égyptienne. Il est le fils de Youya, prophète de Min à Akhmîm, et de Touya, et par conséquent le frère de Tiyi, la grande épouse royale du pharaon Amenhotep III. 
Son père l'installe comme « Second prêtre d'Amon » et « Grand des voyants » du temple de Rê à Karnak.
Ses titres sont nombreux. Il devient chancelier de Basse-Égypte, prêtre-sem d'Héliopolis, et « Père Divin » durant le règne d'Amenhotep III. Ce dernier titre sera ensuite porté par Aÿ, qui pourrait être son frère.